# 山田コンペー
山田 コンペー（やまだ コンペー）は、日本の著作家・ウェブサイト運営者。

## 参考サイト
- https://sotokoto-online.jp/3580
- https://fledge.jp/article/kyuryobank-yamada
- https://co-ba.net/shibuya/posts/wamico_kyuryobank/
- https://service.smt.docomo.ne.jp/portal/mymagazine/article/src/0049_info.html

| スタブアイコン | サブスタブ | この項目は、まだ閲覧者の調べものの参照としては役立たない、人物に関連した書きかけの項目です。この項目を加筆・訂正などしてくださる協力者を求めています（P:人物伝/PJ:人物伝）。 |